# روبن رید
روبن رید (انگلیسی: Reuben Reid؛ زادهٔ ۲۶ ژوئیهٔ ۱۹۸۸) بازیکن فوتبال اهل بریتانیا است.
از باشگاه‌هایی که در آن بازی کرده است می‌توان به باشگاه فوتبال والسال، باشگاه فوتبال وایکام واندررز، باشگاه فوتبال روترهام یونایتد، باشگاه فوتبال روچدیل، باشگاه فوتبال کیدرمینستر هاریرس، باشگاه فوتبال اولدهام اتلتیک، باشگاه فوتبال تورکی یونایتد، باشگاه فوتبال یئوویل تاون، باشگاه فوتبال پلیموث آرگیل، باشگاه فوتبال وست برومویچ آلبیون، باشگاه فوتبال پیتربورو یونایتد، و باشگاه فوتبال برنتفورد اشاره کرد.